# Agathia elismobathra
Agathia elismobathra är en fjärilsart som beskrevs av Louis Beethoven Prout. Agathia elismobathra ingår i släktet Agathia och familjen mätare. Inga underarter finns listade i Catalogue of Life.